# Jack Standen
John Edmund Standen (conocido como Jack Standen; 20 de febrero de 1909-29 de octubre de 1973) fue un deportista australiano que compitió en ciclismo en la modalidad de pista. Ganó una medalla de bronce en el Campeonato Mundial de Ciclismo en Pista de 1927, en la prueba de velocidad individual.

## Medallero internacional
| Campeonato Mundial | Campeonato Mundial | Campeonato Mundial | Campeonato Mundial       |
| Año                | Lugar              | Medalla            | Competición              |
| ------------------ | ------------------ | ------------------ | ------------------------ |
| 1927               | Colonia (Alemania) | Medalla de bronce  | Velocidad individual (A) |